# Ахалкахати
Ахалкахати (груз. ახალკახათი) — деревня в Грузии. Расположена на левом берегу реки Ингури, на высоте 20 метров от уровня моря, в Зугдидском муниципалитете края Самегрело-Земо Сванети. Деревня расположена в 20 км от столицы края — города Зугдиди. По данным переписи 2014 года в деревни проживало 1170 человека. Население края исповедует православие и являются прихожанами Зугдидский и Цаишской епархии Грузинской Православной Церкви.